# بني عبدي (مشرع حمادي)
بني عبدي هي إحدى مشيخات المملكة المغربية، تتبع جغرافيا لإقليم تاوريرت وإداريًا لمشرع حمادي. يقدر عدد سكانها بـ 2561 نسمة حسب الإحصاء الرسمي للسكان والسكنى لسنة 2004.